# Дароносиця

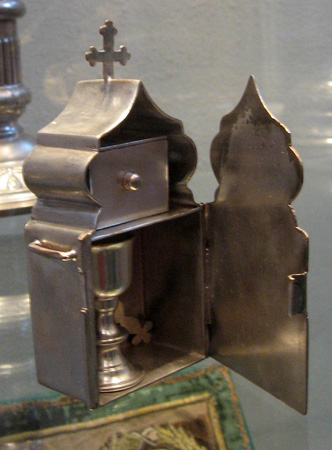
Дароносиця, кінець XIX століття, Києво-Печерська лавра.

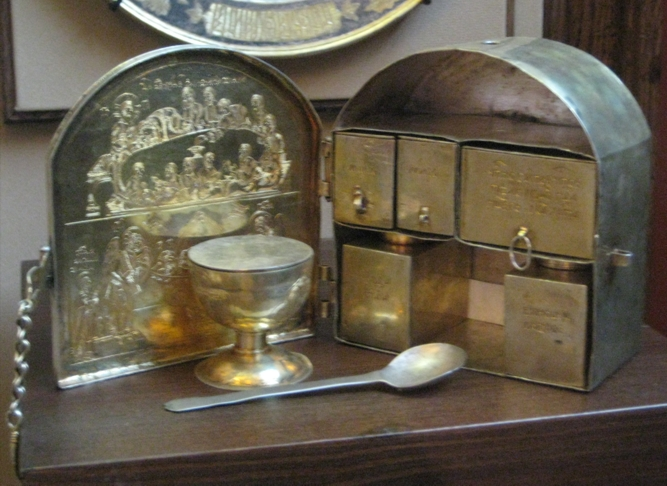
Дароносиця, 3-я чверть XVII століття.

Дароносиця — невеликий ковчег, що використовується з метою перенесення Святих Дарів для здійснення таїнства причастя поза храмом. За допомогою принесених священиком Передосвячених Дарів до таїнства приступають хворі, вмираючі, ув'язнені та інші віруючі, які не можуть відвідувати храм.
У Православній традиції, зазвичай, дароносиця виготовляється із срібла чи золота у вигляді каплички з дверцятами і хрестом зверху. Зберігається, як правило, на жертовнику; торкатися до неї мають право тільки священнослужителі.
У Католицькій церкві дароносиця спеціального типу використовується також для виставлення Святих Дарів для їх вшанування (адорації).

## У мистецтві
В образотворчому мистецтві дароносиця є атрибутом святих Клари, Норберта та Гіацинта.
Персонаж роману Лесі Романчук «Лицарі любові і надії» о. Величковський, один з репресованих сталінським режимом священиків, що служить Літургію навіть в найжорстокіших умовах Воркутинських шахт, говорить:
|  | Не згубіть лише моєї дароносиці… — Ця вервечка з хліба і бляшана дароносиця — мої найдорожчі скарби. Не були б такими цінними із суцільного золота з перлами і діамантами. Бо замість вина — кров і біль мого народу, замість перлів — його страждання за віру, його викупна жертва, його ціна свободи. Це — моя чаша і мій престол, і мій дискос, і моя церква. Незнищенна, бо вічна. |